# Søby Kirke (Ærø)
 For alternative betydninger, se Søby Kirke. (Se også artikler, som begynder med Søby Kirke)
Søby kirke Søby (Ærø) ligger på det nordlige Ærø. Før kirken blev bygget hørte områdets befolkning til Bregninge Kirke.
Kirken, der blev indviet 1745 er en pietistisk kirke, både udvendig og indvendig.
Den er en langhusbygning med apsis i øst, våbenhus mod syd og tårnet fra 1772 mod vest, som har et firesidet lanternespir. Kirkens sokkel er bygget af kampsten og den øvrige del af Flensborgsten.
Professor Jørgen Roed har i 1870 malet alterbilledet, "Korsfæstelsen", der viser Kristus på korset og jomfru Maria knælende derved. Pietàmaleriet "jomfru Maria med Jesu døde legeme" er malet af Magdalene Hammerich i 1917 og skænket af hendes broder billedhuggeren Gunnar Hammerich i forbindelse med kirkens hovedrestaurering i 1978.
En enkelt prædikestol og to skibsmodeller er fra 1824. Døbefonten af sandsten er fra 1920. Over indgangsdøren og på den vestlige væg hænger der gipsafstøbninger af Bertel Thorvaldsens relieffer "Pengeblokken" fra 1746. Den ene kirklokke er fra 1746, støbt af Diederich Strahlborn og den anden i 1776 af David Krische, Egernførde.
1976 fik kirkerummet et himmelblå bræddeloft og korngule bænke, tegnet af Ærø arkitekten Alan Havsteen-Mikkelsen. Kirkerummets akustik regnes for at være enestående og Frobenius-orgelet har 10 stemmer, bygget 1984 af firmaet TH. Frobenius og Sønner Orgelbyggeri A/S, der har hjemsted i Horsens og Kongens Lyngby.
Alterbilledet: Den knælende Maria ved korset er Maria Magdalene. Billedets titel, jf. Weilbachs Kunstnerleksikon er: "Kristus på korset og Maria Magdalene".